# Kuressaare
Kuressaare (en allemand et en suédois : Arensburg, en français Arensbourg) est une ville estonienne située sur l'île de Saaremaa. C'est le chef-lieu du comté de Saare.

## Géographie

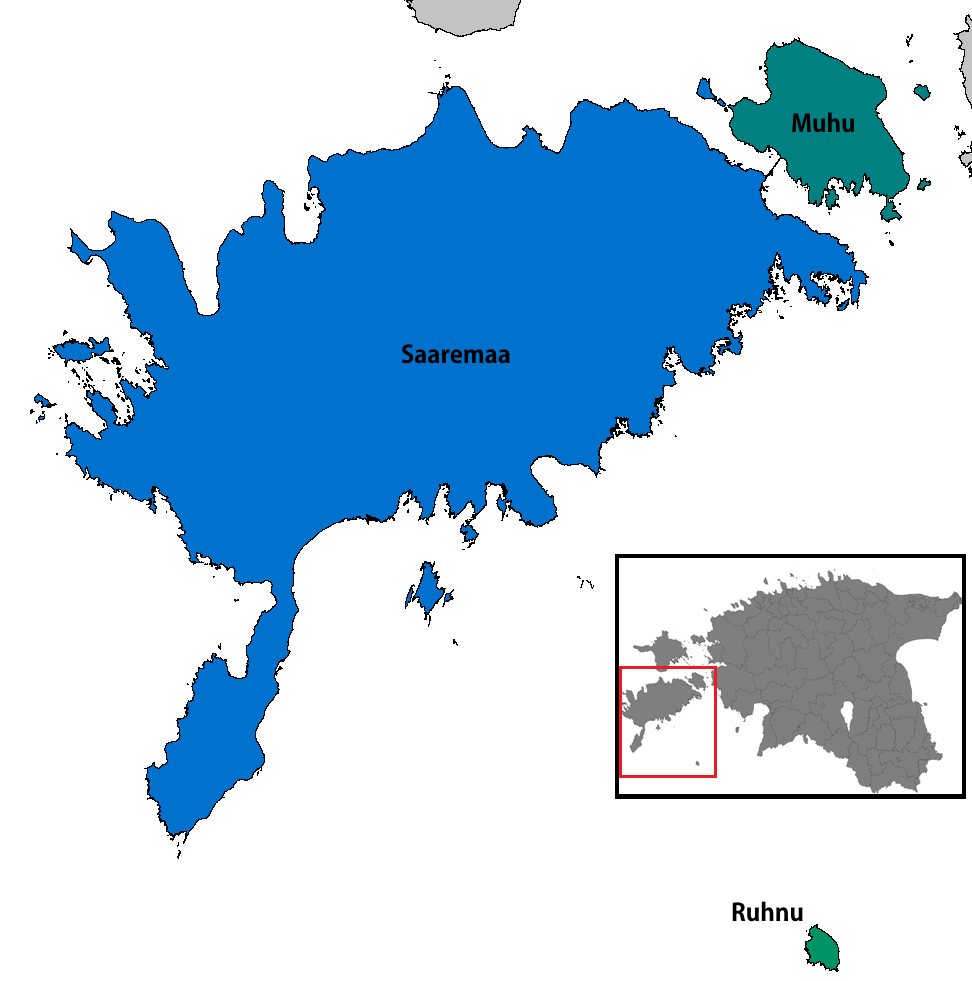
Les communes du comté de Saare.

La ville est située sur la côte méridionale de l'île de Saaremaa qui limite la sortie au nord du golfe de Riga vers la mer Baltique.
Depuis la réforme administrative de 2017, la ville de Kuressaare forme avec les anciennes communes de Kihelkonna, Lääne-Saare (Kaarma, Kärla et Lümanda), Laimjala, Leisi, Mustjala, Orissaare, Pihtla, Pöide, Salme, Torgu et Valjala la municipalité rurale de Saaremaa (Saaremaa vald), l'une des trois communes du comté de Saare.

## Histoire

Chemin menant au château de Kuresaare

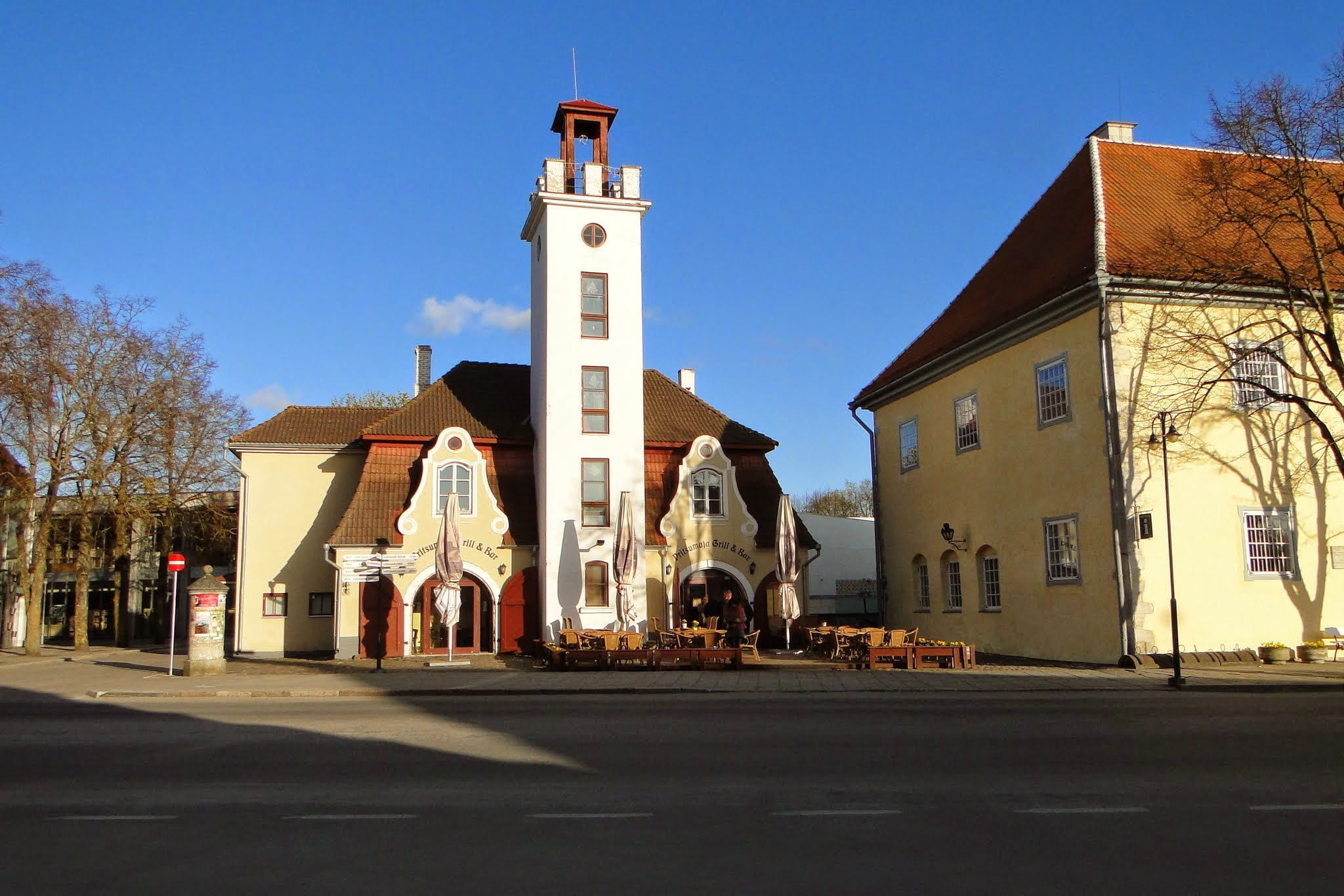
Bâtiments historiques du centre-ville

L'île de Saaremaa a été conquise par les chevaliers Porte-Glaive sous le commandement du grand-maître Volkwin en 1227. Peu tard, elle passa sous la juridiction de la Confédération livonienne au sein de l'État monastique des chevaliers Teutoniques. La ville actuelle est fondée sous le nom bas allemand d’Arnsborch, probablement dérivé d’Aar, « aigle », le symbole de l'évangéliste Jean. Elle s'est développée autour du château épiscopal, la résidence des évêques d'Ösel-Wiek mentionnée pour la première fois en 1398.
En 1559, durant la guerre de Livonie, Arensburg a été vendue par l'évêché d'Ösel-Wiek au Danemark, et elle obtint sa charte des droits civiques modelée sur celle de Riga en 1563. En 1645, elle passe sous administration suédoise lors du traité de Brömsebro. La ville est réduite en cendres par les troupes impériales russes en 1710 pendant la Grande Guerre du Nord. Avec le traité de Nystad, en 1721, la ville passe dans l'Empire russe. Pendant le XVIIIe siècle, Arenburg devint un lieu de villégiature réputé.
Son nom historique d'Arensburg a été remplacé par Kuressaare en 1918 quand l'Estonie a déclaré son indépendance à la fin de la Première Guerre mondiale. De 1952 à 1988, à l'époque de la république socialiste soviétique d'Estonie, elle s'appelle Kingissepa en l'honneur du bolchevik Viktor Kingissepp, (1888 - 1922), né à Kuressaare (à ne pas confondre avec la ville russe de Kinguissepp).
En octobre 1990, Kuressaare devint la première ville d'Estonie à récupérer son statut indépendant. Aujourd'hui, Kuressaare est une ville saine et sûre, ouverte à la coopération internationale et à la communication[réf. nécessaire]. C'est aussi l'hôte d'un club de football, FC Kuressaare.

## Démographie
| 1897  | 1922  | 1934  | 1939  | 1940  | 1941  |
| ----- | ----- | ----- | ----- | ----- | ----- |
| 4 603 | 3 364 | 4 478 | 4 948 | 4 474 | 5 568 |

| 1959  | 1970   | 1979   | 1989   | 2000   | 2010   |
| ----- | ------ | ------ | ------ | ------ | ------ |
| 9 720 | 12 220 | 14 260 | 16 356 | 14 830 | 14 977 |

| 2011   | 2012   | 2018   | 2019   | 2023   | - |
| ------ | ------ | ------ | ------ | ------ | - |
| 13 166 | 13 441 | 13 276 | 13 097 | 13 197 | - |

## Architecture
- Château de Kuressaare
- Église Saint-Laurent
- Bâtiment de la chevalerie de Saaremaa

## Transports

### Transport aérien
L'aéroport de Kuressaare est situé à environ 2,9 kilomètres du centre-ville de Kuressaare.
L'aéroport de Kuressaare propose des vols réguliers vers Tallinn.
Le vol dure environ 35 minutes. En semaine, il y a deux vols par jour, les fins de semaine une fois par jour.

### Transport maritime

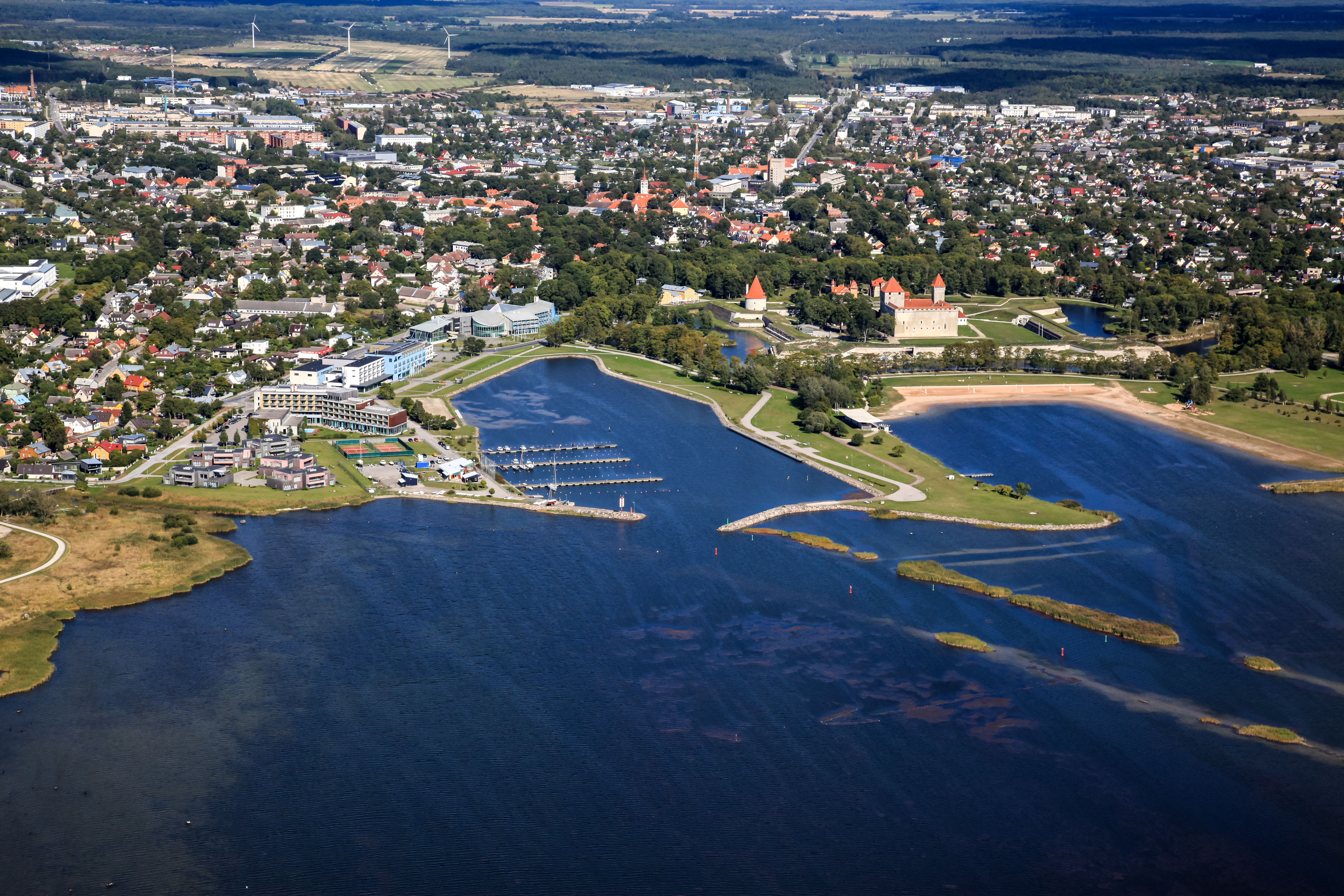
Kuressaare.

Dans le golfe de Riga, à trois kilomètres de la ville de Kuressaari, se trouve le port de Roomassaare, d'où les bateaux parcourent six kilomètres jusqu'à l'île d'Abruka.
Le port de Kuivastu est le principal port d'entrée vers l'île de Saaremaa.
Le port est relié au port de Virtsu par des traversiers.
Muhu et Saaremaa sont des îles distinctes mais sont reliées par la chaussée Väinatamm empruntée par la route nationale 10.

### Transport routier
Kuressaare est traversé par quatre routes nationales :
| Numéro  | Trajet                                 | Longueur |
| ------- | -------------------------------------- | -------- |
|         | Risti - Virtsu - Kuivastu - Kuressaare | 143,7 km |
|         | Kuressaare (périphérique)              | 13,5 km  |
|         | Kuressaare - Läbara                    | 47,4 km  |
|         | Kuressaare - Kihelkonna - Veere        | 47,8 km  |
| Source: |                                        |          |

## Jumelages

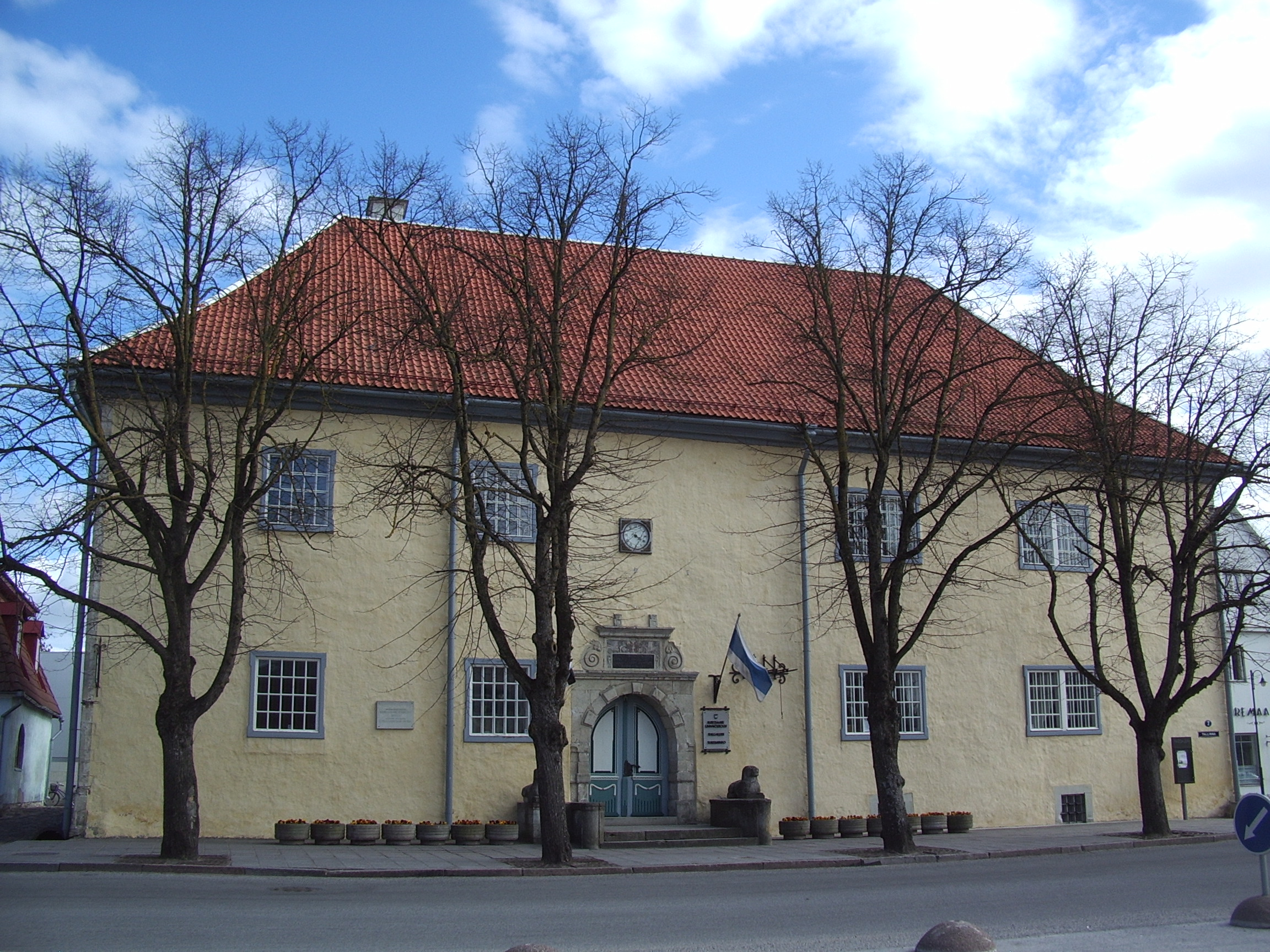
La mairie de Kuressaare.

La ville de Kuressaare est jumelée avec :
- Rønne (Danemark) depuis le 3 octobre 1991
- Mariehamn (Finlande) depuis le 24 octobre 1991
- Skövde (Suède) depuis le 23 juin 1993
- Vammala (Finlande) depuis le 30 juin 1994
- Raseborg (Finlande) depuis le 21 novembre 1988
- Turku (Finlande) depuis le 30 mai 1996
- Talsi (Lettonie) depuis le 27 mai 1998
- Kuurne (Belgique) depuis le 9 août 1998

## Transport
La ville de Kuressaare possède un aéroport qui entretient des vols réguliers vers Tallinn, mais aussi vers Pärnu et le port de Ringsu de l'île de Ruhnu.
La ville abrite le port de Kuressaare.

## Personnalités liées à Kuressaare
- Hannibal Sehested (1609–1666), homme d'État ;
- Eugen Dücker (1841–1916), peintre romanticiste ;
- Louis Kahn (1901-1974), architecte ;
- Bernd Freytag von Loringhoven (1914–2007), officier ;
- Ivar Karl Ugi (1930–2005), chimiste ;
- Jüri Pihl (1954–2019), homme politique ;
- Mihkel Aksalu (né en 1984), footballeur ;
- Mihkel Räim (né en 1993), coureur cycliste.

## Galerie

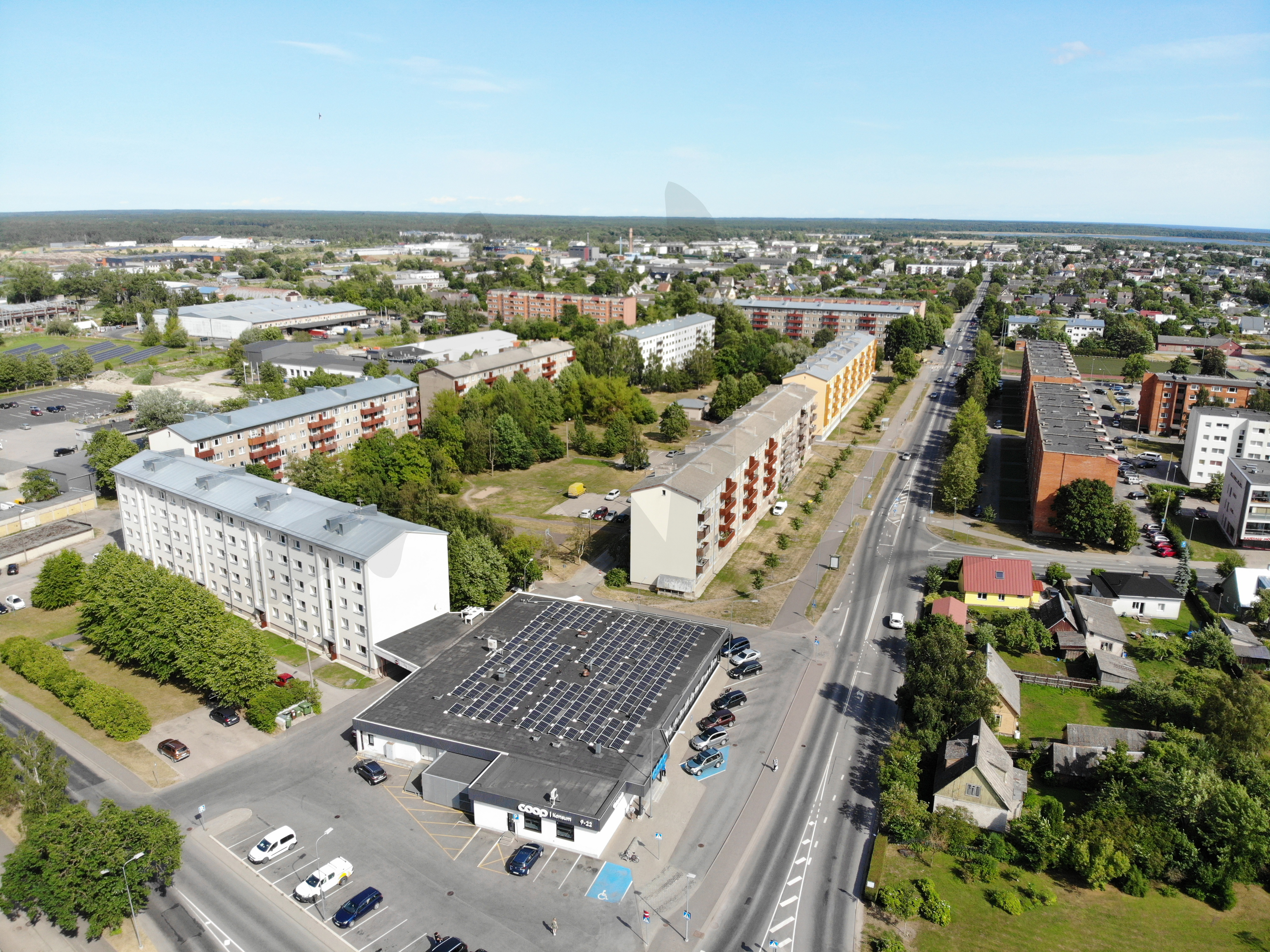
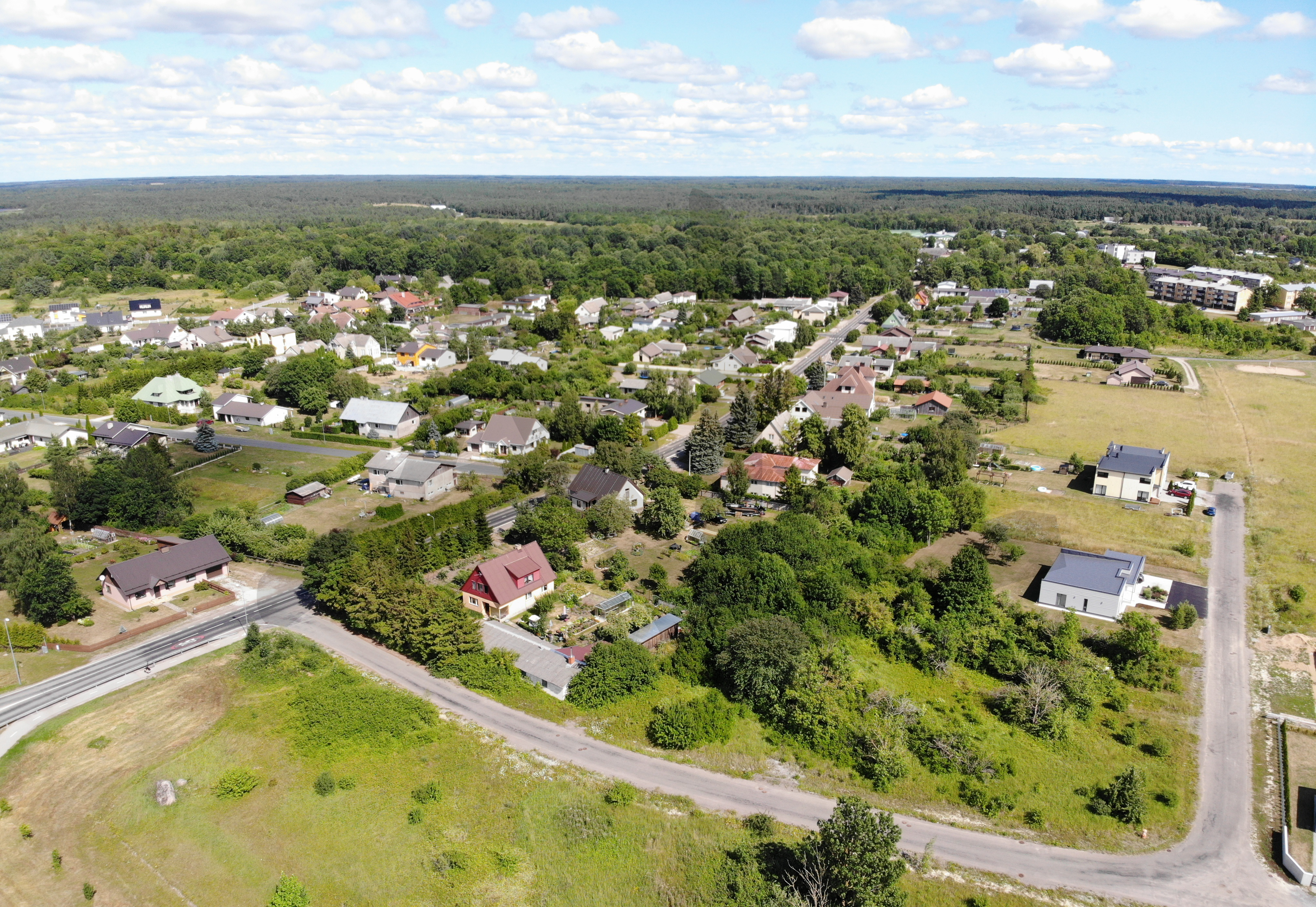
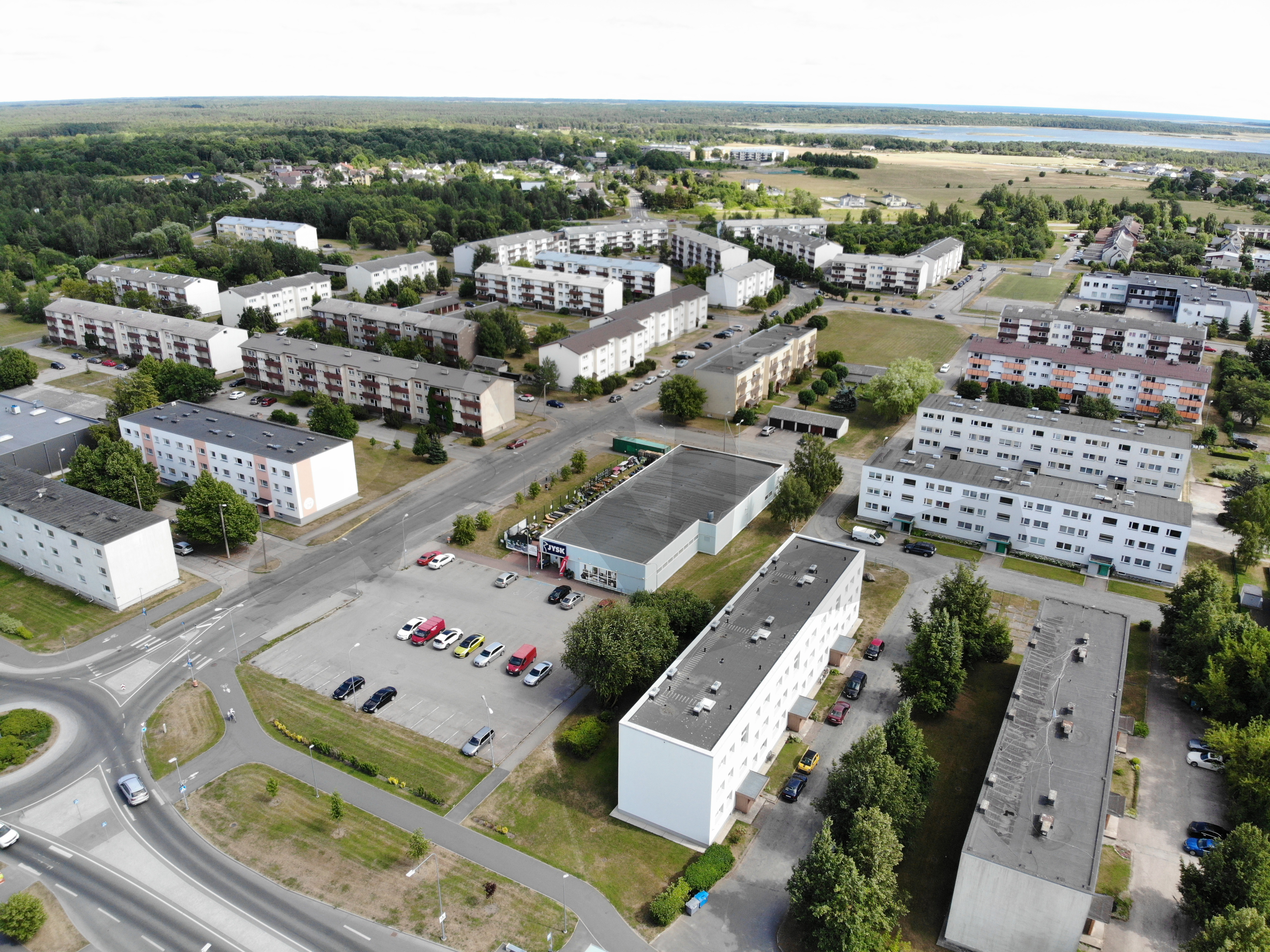
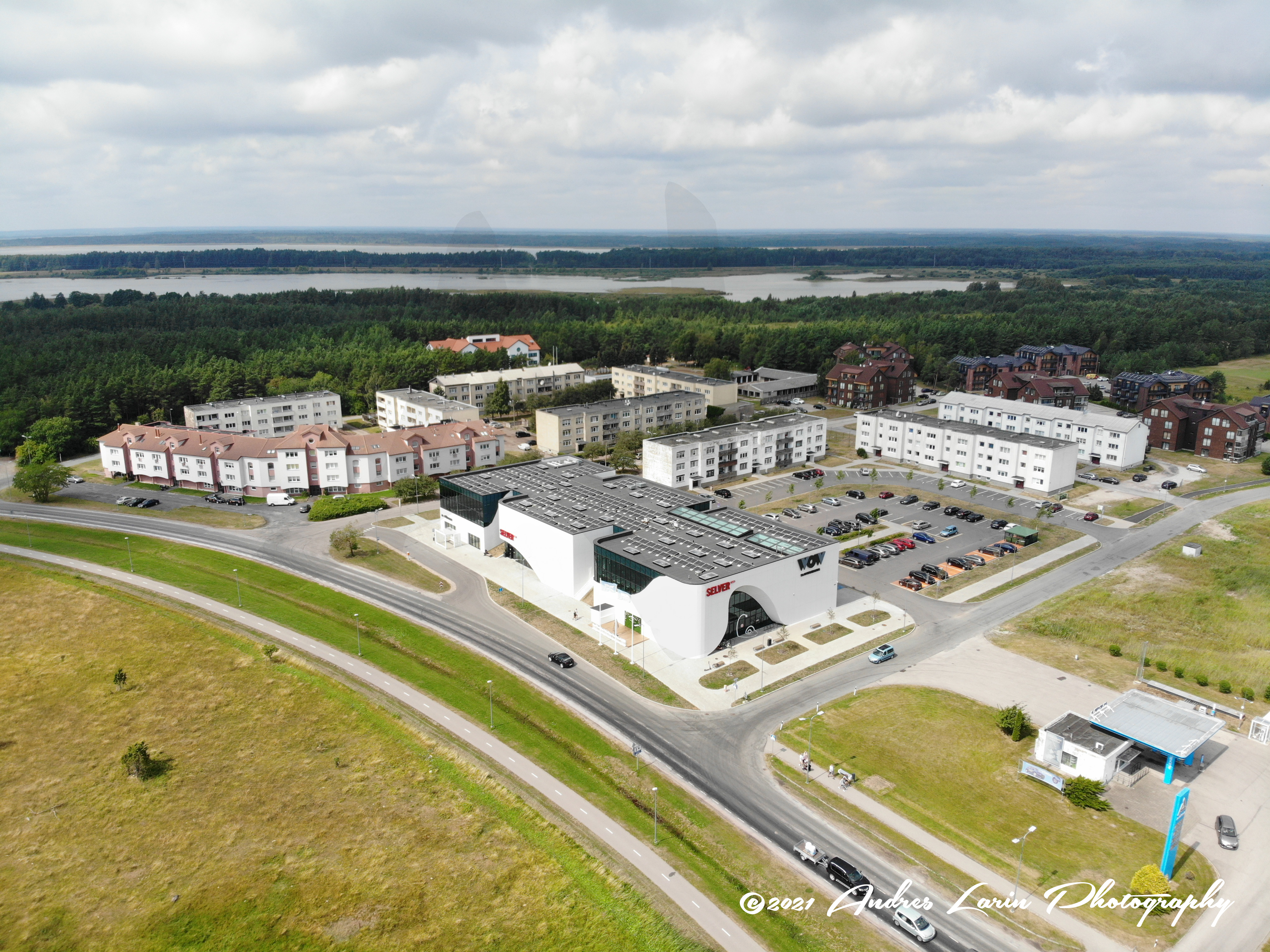